# Glypta caryae
Glypta caryae är en stekelart som beskrevs av Dasch 1988. Glypta caryae ingår i släktet Glypta och familjen brokparasitsteklar. Inga underarter finns listade i Catalogue of Life.